# Mikhaïl Zelenkine
Mikhaïl Mikhaïlovitch Zelenkine (en Михаил Михайлович Зелёнкин) est un aviateur soviétique, né le 20 septembre 1920 et décédé le 14 juin 1991. Pilote de chasse et as de la Seconde Guerre mondiale, il fut distingué par le titre de Héros de l'Union soviétique.

## Carrière
Mikhaïl Zelenkine est né le 20 septembre 1920 à Roudensk (Руденск), aujourd'hui dans le raïon de Poukhavitchy, dans la voblast de Minsk, en Biélorussie. Il était le fils d'un ouvrier des chemins de fer. Il fréquenta l'école des beaux arts de Vitebsk puis travailla à l'usine « Octobre » de Minsk. Il apprit à piloter dans un aéroclub civil avant de rejoindre l'Armée rouge en 1939. Il fut breveté pilote à l'École militaire de l'Air de Bataïsk en 1941.
En septembre 1941, Zelenkine fut envoyé au front en tant que sergent (serjant). En juillet 1942, il fut muté au 274e régiment de chasse aérienne au sein du front de Kalinine et pilotait un Lavotchkine LaGG-3. Il prit part à l'offensive Rjev-Viazma. Il fut envoyé quelque temps à Arzamas pour former les jeunes pilotes de chasse sur Lavotchkine LaGG-3 et Lavotchkine La-5. En juin 1943, il fut renvoyé au combat au sein du 813e régiment de chasse aérienne (front de l'ouest). Il participa à l'offensive de Smolensk. En 1944, devenu lieutenant (starchi leïtenant), il dirigeait une patrouille aérienne (zveno) du 156e régiment de chasse aérienne (156.IAP) au sein du premier front biélorusse. En août 1944, il avait déjà effectué 218 missions. Il termina la guerre au sein de la même unité.
En décembre 1945, Mikhail Zelenkine fut libéré de l'armée et retourna à sa profession d'artiste. En 1954, il fut diplômé de l'Institut d'État de l'économie nationale de Biélorussie. Il vécut et travailla à Minsk. Il était membre de l'Union des artistes depuis 1965. Il est décédé à Minsk le 14 juin 1991. Il est enterré au cimetière du Nord à Minsk.

## Palmarès et décorations

### Tableau de chasse
Mikhaïl Zelenkine est crédité de 32 victoires homologuées, dont 22 individuelles et 10 en coopération.

### Décorations
- Héros de l'Union soviétique le 15 mai 1946 (médaille no 6134) ;
- Ordre de Lénine ;
- Ordre du Drapeau rouge ;
- Ordre de Souvorov de 3e classe ;
- Ordre de la Guerre Patriotique de 1re classe ;
- Ordre de l'Étoile rouge.